# 長裕章
長 裕章（ちょう ひろあき）は、日本の実業家。三菱UFJ銀行常務執行役員よりジェーシービー代表取締役兼専務執行役員、2023年6月よりみどり会代表取締役社長。学校法人 法政大学理事。

## 来歴
1962年生まれ。1985年法政大学経済学部卒業後、三和銀行（現三菱UFJ銀行）入行
2013年6月　三菱東京UFJ銀行　執行役員リテール事業部長委嘱　兼ＭＵＦＧ執行役員リテール事業企画部長委嘱
2016年6月　同社　常務執行役員　第3営業本部長並びに金融・公共担当
2018年6月　（株）ジェーシービー　取締役兼常務執行役員総合企画部、経理部担当
2020年6月　同社　代表取締役兼専務執行役員 プロセシング事業統括部門長、営業本部長
2021年4月　　学校法人 法政大学 理事（社外）、評議員
2023年6月　（株）みどり会　代表取締役社長